# Bee Hives
Bee Hives é uma coletânea de b-sides da banda Broken Social Scene, lançado em 2004.
| Críticas profissionais                                                      | Críticas profissionais |
| Avaliações da crítica                                                       | Avaliações da crítica  |
| Fonte                                                                       | Avaliação              |
| --------------------------------------------------------------------------- | ---------------------- |
| allmusic                                                                    | [ 1 ]                  |
| Pitchfork                                                                   | [ 2 ]                  |
| Esta tabela precisa de ser acompanhada por texto em prosa. Consulte o guia. |                        |

## Faixa
1. "(untitled)" – 0:37
2. "Market Fresh" – 3:57
3. "Weddings" – 7:02
4. "hHallmark" – 3:53
5. "Backyards" – 8:14
6. "Da Da Dada" – 7:09
7. "Ambulance for the Ambiance" – 5:18
8. "Time = Cause" – 5:07
9. "Lover's Spit" – 7:34